# Perhát
Perhát (1886-ig Priechod, szlovákul: Priechod) község Szlovákiában, a Besztercebányai kerületben, a Besztercebányai járásban.

## Fekvése
Besztercebányától 8 km-re északkeletre fekszik.

## Története
A régészeti leletek tanúsága szerint területén már 3000 évvel ezelőtt is éltek emberek.
Perhátot 1340-ben a zólyomlipcsei uradalom határleírásában „Prochod” néven említik először. 1424-ben „Prehod” alakban írják a nevét. A 16 és 19. század között lakói közül sokan a bányakamara üzemeiben dolgoztak, fafűrészeléssel, fuvarozással foglalkoztak. Fűrésztelepe 1505-ben kezdte meg működését. 1513-ban „Priehot”, 1521-ben „Prechoda”, 1545-ben „Prychod”, 1560-ban „Priechod” alakban szerepel az írott forrásokban. Zólyomlipcse várának tartozéka volt. Lakói földművesek, pásztorok, erdei munkások voltak.
A 18. század végén Vályi András így ír róla: „PRICHOD. Tót falu Zólyom Vármegyében, földes Ura a’ Liptsei Bányászi Kamara, lakosai katolikusok, és másfélék is, fekszik Podkonicznak szomszédságában, mellynek filiája, határjában van ugyan legelője elég, földgyének fele termékeny, fele pedig hegyes, köves, sovány, és a’ záporok járják, fája van mind a’ kétféle, piatzozása távol van, második osztálybéli.”
1828-ban 72 házában 568 lakos élt.
Fényes Elek 1851-ben kiadott geográfiai szótárában így ír a faluról: „Priechod, tót falu, Zólyom vmegyében, egy szűk völgyben, közel Tót-Lipcséhez, s ut. p. Beszterczéhez 1 1/2 órányira, 528 kath., 3 evang. lakossal, kik közt telkes gazda 37, házas zsellér 16, lakó 4. Urbéri telek 10 2/4. Erdő 2528 hold. A helység határát Lipcse és Priechod patakok nedvesitik. A falutól északra eső, magánosan emelkedő Hradek nevű hegyen monda után hajdan vár volt, és zsiványok tanyája. Látszik még egy kőbe metszett tekehely, s több metszett kövek. Birja a kamara, mellynek itt nagyszerű fűrészmalma van.”
A trianoni diktátumig területe Zólyom vármegye Besztercebányai járásához tartozott.
A második világháború alatt lakói támogatták a partizáncsoportokat. 1945. február 16-án súlyos harcok folytak itt a németek és a partizánok között. A németek a falut kirabolták és felégették. 1945 után újjáépítették.

## Népessége
| Év:            | 1994. | 2004.   | 2014.   | 2024.    |
| -------------- | ----- | ------- | ------- | -------- |
| Emberek száma: | 860   | 927     | 917     | 1030     |
| Eltérés:       |       | +7,79 % | -1,07 % | +12,32 % |

| Év:            | 2023. | 2024.   |
| -------------- | ----- | ------- |
| Emberek száma: | 1043  | 1030    |
| Eltérés:       |       | -1,24 % |

1910-ben 803, túlnyomórészt szlovák lakosa volt.
2001-ben 910 lakosából 900 szlovák volt.
2011-ben 893 lakosából 840 szlovák.

## Nevezetességei
- Római katolikus templomát 1833-ban építették.
- A szlovák nemzeti felkelés emléktáblája.

## Külső hivatkozások
- Hivatalos oldal
- Községinfó
- Perhát Szlovákia térképén
- E-obce.sk Archiválva 2008. február 19-i dátummal a Wayback Machine-ben